# 圣母圣殿 (克拉科夫)

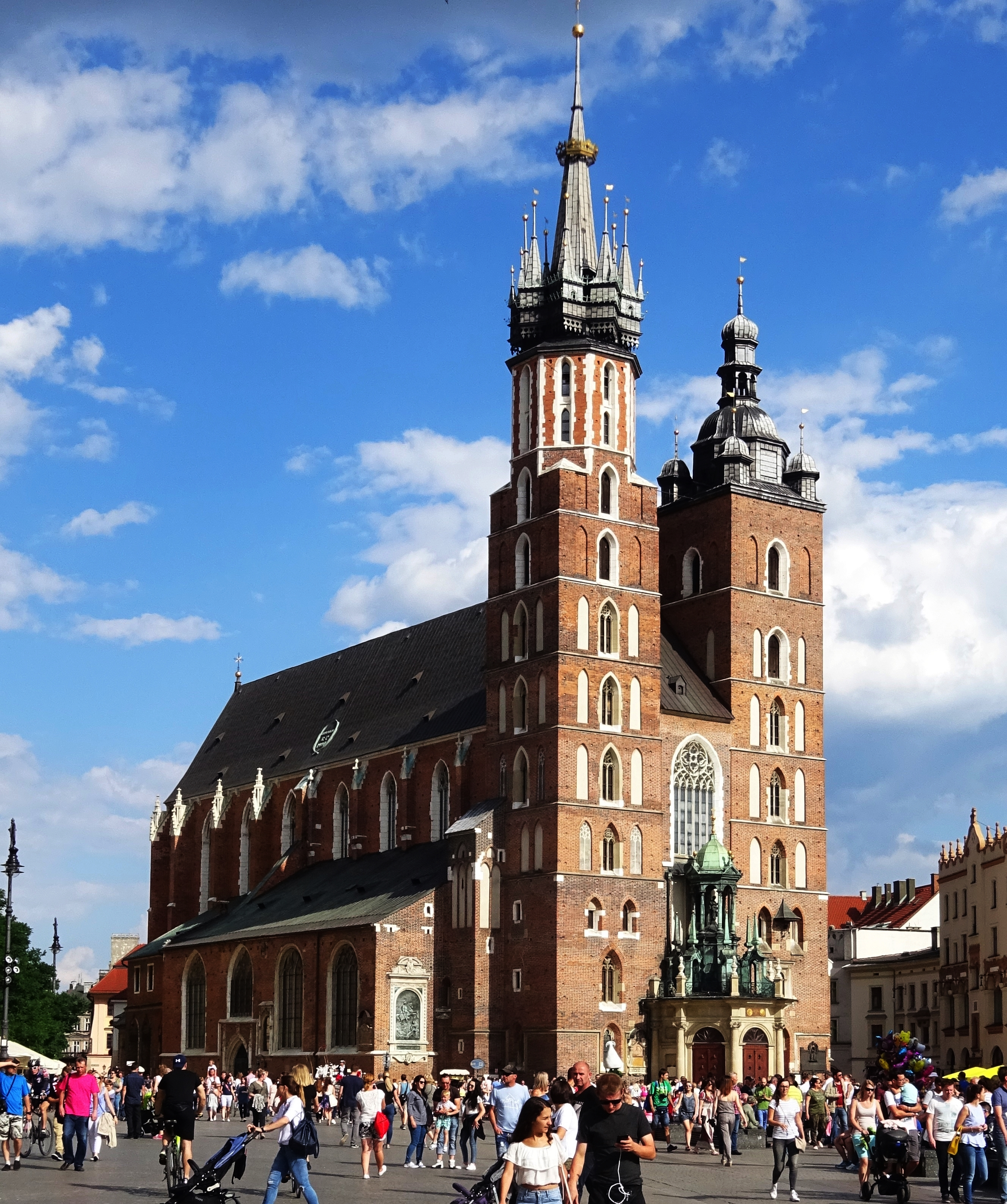
外观

圣母大殿（波蘭語：Kościół Mariacki）是波兰城市克拉科夫的一座砖砌哥特式教堂，兴建于14世纪，位于中央集市广场。高80米，以法伊特·施托斯的哥特式木制祭坛而著称。
每隔1个小时，从钟楼顶部都会响起号角声。哀怨的曲调在中途中断，以纪念13世纪的著名号手，他在蒙古人袭击城市时，发出警报，而被弓箭射中喉咙。在中午，号角声由波兰国家电台1台向波兰国内外现场直播。
圣母大殿的建筑为海外波兰人修建的许多教堂所模仿，例如芝加哥的圣弥额尔总领天使堂和St. John Cantius，其设计风格称为“波兰主教座堂风格”。

## 图片

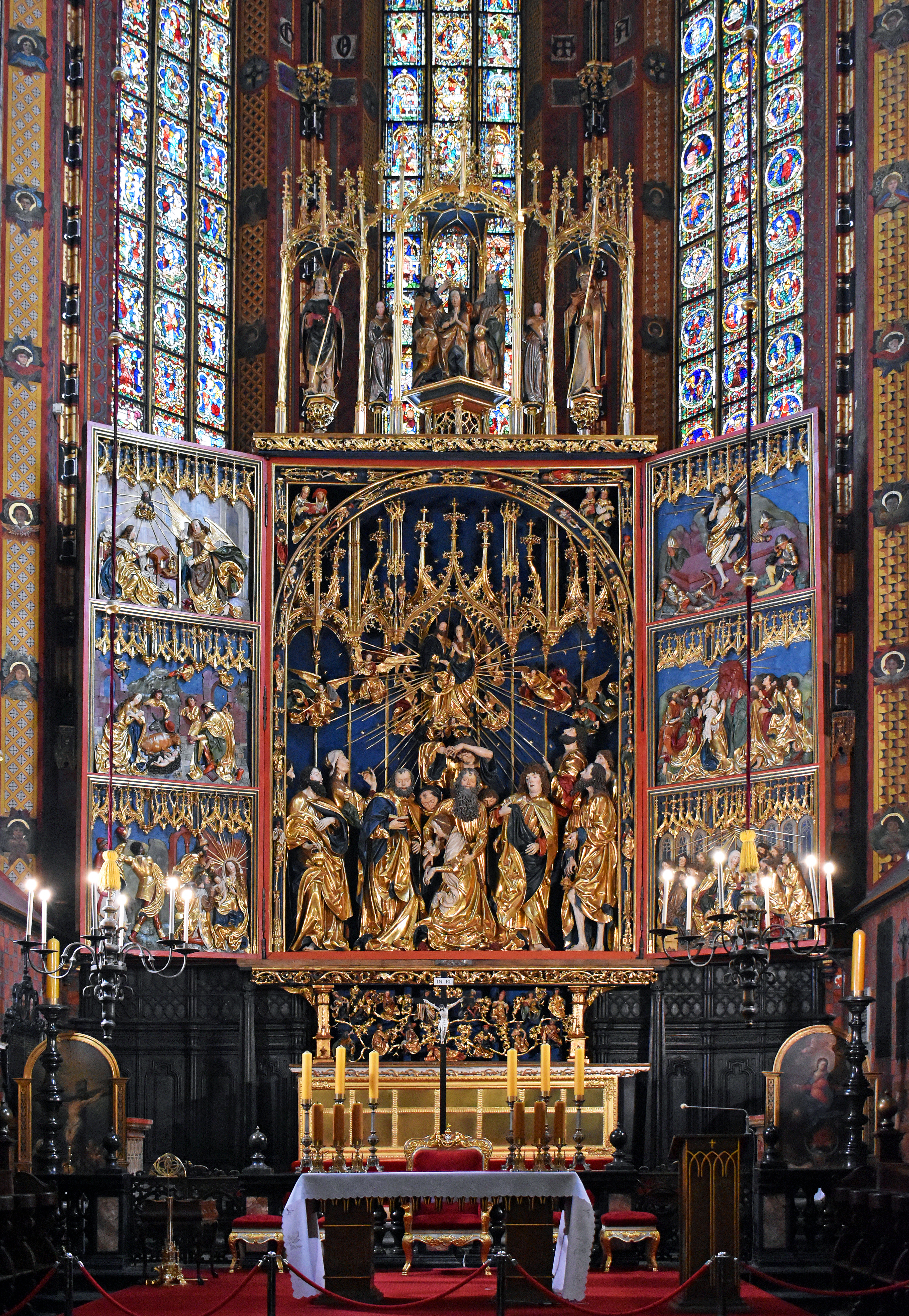
祭坛
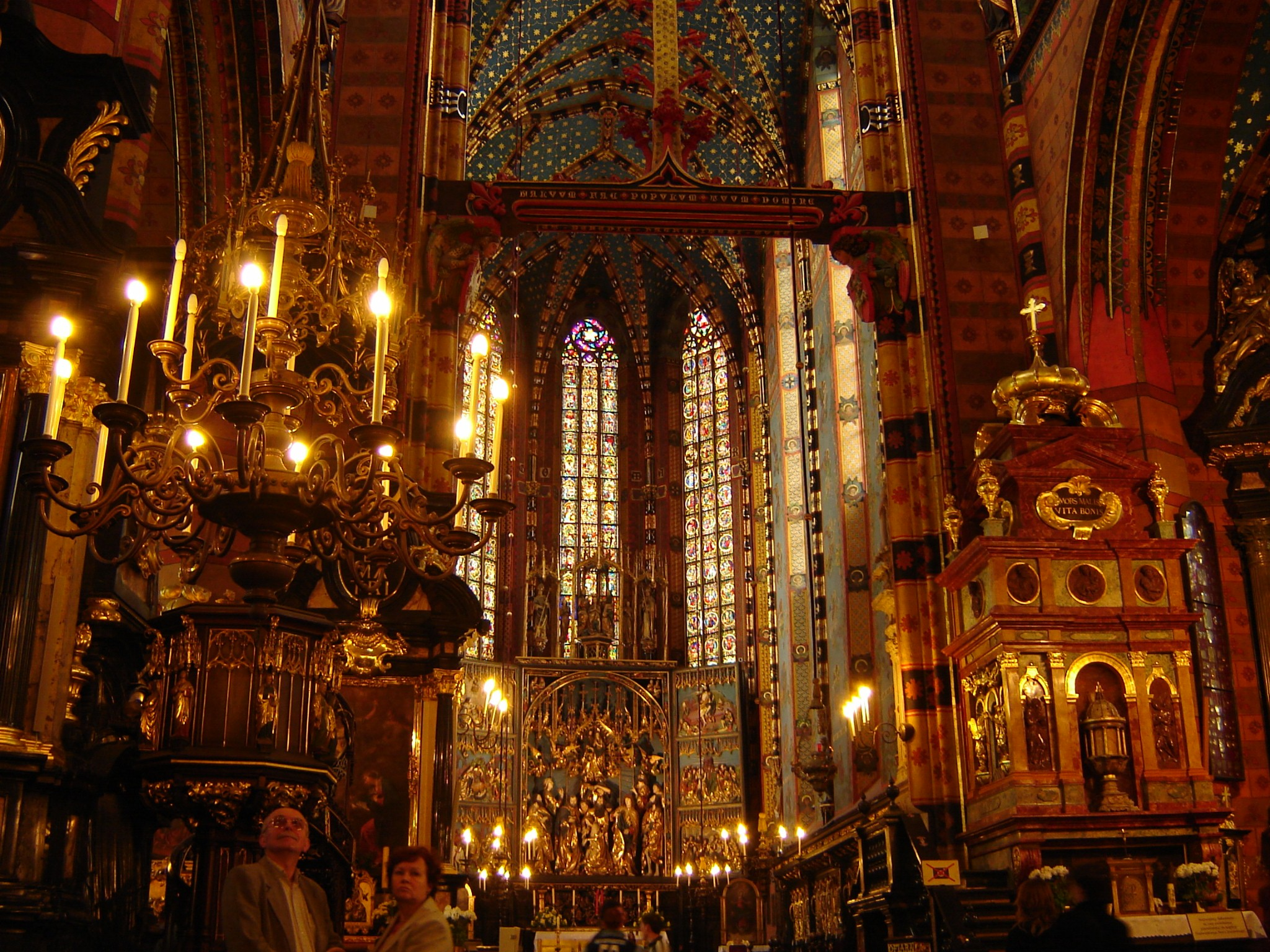
内部
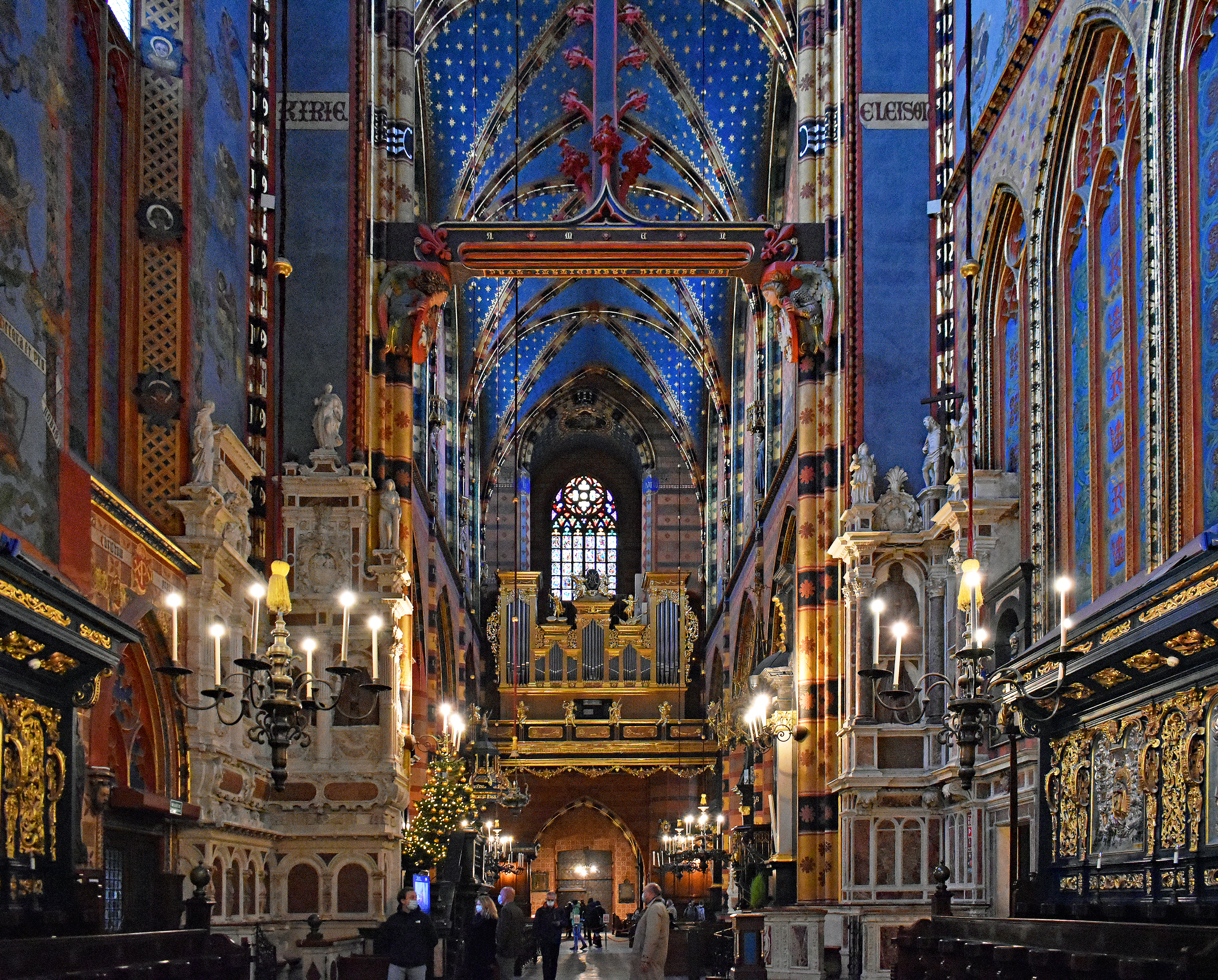